# Bachar Kouatly
Bachar Kouatly, né le 3 mars 1958 à Damas (Syrie), est un joueur d'échecs français, organisateur d'événements, directeur et rédacteur en chef de la revue Europe Échecs et président de la Fédération française des échecs (FFE) entre décembre 2016 et décembre 2020. Champion de France en 1979, il fut, en 1989, le premier joueur français à obtenir le titre de grand maître international depuis les années 1960. Il fut vice président de la Fédération internationale des échecs (FIDE) de 2018 à 2022.

## Biographie
Bachar Kouatly joue d'abord pour le Liban, devient maître international en 1975, puis émigre en France.
Il fut champion de France en 1979, deuxième en 1984 et troisième en 1991.
Il devient grand maître international en 1989 (il est le premier Français à obtenir ce titre depuis les années 1960).
Il joue beaucoup moins depuis la fin des années 1980, s'investissant plus dans l'organisation d'événements échiquéens. Il a notamment été candidat à la présidence de la Fédération internationale des échecs en 1994 et 1996.
Il dirige la revue d'échecs Europe Échecs depuis 1997.
Après avoir repris une activité de joueur entre 2004 et 2008, il est devenu inactif de 2008 à 2015, mais rejoue épisodiquement depuis 2015. Au 1er avril 2016, son classement est 2 450 Elo.
Le 10 décembre 2016, Bachar Kouatly devient président de la Fédération française des échecs, la liste « Ambitions FFE » qu'il conduisait obtenant 62,29 % des voix lors du renouvellement du Comité directeur.
Le 5 octobre 2018, il devient vice-président de la Fédération internationale des échecs, après l'élection de Arkadi Dvorkovitch à la présidence de l'organisation.
Resté, depuis son élection, en conflit d’intérêts, il est soupçonné d'avoir, en 2018, capté une ou plusieurs subventions publiques destinées à la FFE, au profit d'une structure commerciale lui appartenant, notamment auprès de la ville d'Agen. Cette structure commerciale est, par ailleurs, éditrice de la revue Europe Échecs,,. Le numéro de mai 2019 de la revue fait état d'un changement de gouvernance. Le Président et Directeur de la publication en est maintenant Sami Kouatly, fils de Bachar.
Une assemblée générale de la FFÉ se déroule le 5 décembre 2020. Elle s'oppose à la motion de prorogation du mandat du comité directeur jusqu'à l'assemblée générale du 3 avril 2021. Bachar Kouatly démissionne de son poste de président le 9 décembre. Yves Marek, vice président depuis le 28 novembre 2020, est investi à titre intérimaire à la présidence de la FFÉ jusqu'à l'assemblée générale d'avril 2021,,.
Kouatly se représente à l'élection pour la présidence de la FFÉ le 3 avril 2021 mais il est battu par Éloi Relange qui obtient 632 voix contre 561 pour Kouatly.